# Wang Ki-chun
Wang Ki-chun (Jeongeup, 13 settembre 1988) è un judoka sudcoreano, vincitore della medaglia d'argento a Pechino 2008 nella categoria fino a 73 kg.

## Palmarès
- Giochi olimpici estivi

2008 - Pechino: argento nei 73 kg.
- Campionati mondiali di judo

2007 - Rio de Janeiro: oro nei 73 kg.
2009 - Rotterdam: oro nei 73 kg.
2010 - Tokyo: bronzo nei 73 kg.